# Vesturkirkjan
Vesturkirkjan (Vestkirken) er en kirke i Tórshavn på Færøerne. Den stilrene og moderne kirke med kobbertaget blev indviet i 1975. Vesturkirkjan er blevet et af Tórshavns vartegn, og dens form ligner et skib med sejl. Det 42 meter høje tårn er formet som en lodret halveret spids pyramide.
Kirken ligger i den vestlige del af byen, på hjørnet mellem Jóannes Patursonargøta og Frælsið, og fungerer som sognekirke for vestbyen, mens Tórshavn Domkirke betjener den østlige del.
Kirkerummet med 800 siddepladser står med sine hvide murstensmure i kontrast til de sorte stengulvfliser. Kirkens orgel er et Frobenius-orgel fra 1973 med 16 stemmer. Alterkorset er lavet af den danske guldsmed og billedkunstner Bent Exner.
Den 5. juni 2006 blev der foran kirken indviet et mindesmærke lavet af billedhuggeren Hans Pauli Olsen for Sigmundur Brestisson, som ifølge Færingesagaen i år 999 førte kristendommen til Færøerne.
Vesturkirkjan er om sommeren åbent fra mandag til fredag kl. 15-17.
Overfor kirken ligger parken Viðarlundin úti í Grið.